# Lista najczęściej tłumaczonych autorów w historii
W liście sklasyfikowani zostali Najczęściej tłumaczeni pisarze w historii, według statystyk UNESCO (stan na Sierpień 2017).
| Rank | Autor                   | Narodowość        | Oryginalny, propagowany język | Liczba języków, na które autor został przetłumaczony | Łączna liczba wszystkich tłumaczeń |
| ---- | ----------------------- | ----------------- | ----------------------------- | ---------------------------------------------------- | ---------------------------------- |
| 1    | Agatha Christie         | Wielka Brytania   | angielski                     | 103                                                  | 7236                               |
| 2    | Jules Verne             |                   | francuski                     | --                                                   | 4751                               |
| 3    | William Shakespeare     |                   | angielski                     | --                                                   | 4296                               |
| 4    | Enid Blyton             | Wielka Brytania   | angielski                     | 90                                                   | 3924                               |
| 5    | Barbara Cartland        | Wielka Brytania   | angielski                     | 38                                                   | 3652                               |
| 6    | Danielle Steel          | Stany Zjednoczone | angielski                     | 43                                                   | 3628                               |
| 7    | Włodzimierz Lenin       | Rosja             | rosyjski                      | --                                                   | 3593                               |
| 8    | Hans Christian Andersen | Dania             | duński                        | --                                                   | 3520                               |
| 9    | Stephen King            | Stany Zjednoczone | angielski                     | --                                                   | 3357                               |
| 10   | Jacob Grimm             |                   | niemiecki                     | --                                                   | 2977                               |
| 11   | Wilhelm Grimm           |                   | niemiecki                     | --                                                   | 2951                               |
| 12   | Nora Roberts            | Stany Zjednoczone | angielski                     | --                                                   | 2597                               |
| 13   | Alexandre Dumas         | Francja           | francuski                     | ≈100                                                 | 2540                               |
| 14   | Arthur Conan Doyle      | Wielka Brytania   | angielski                     | --                                                   | 2496                               |
| 15   | Mark Twain              | Stany Zjednoczone | angielski                     | --                                                   | 2431                               |
| 16   | Fiodor Dostojewski      |                   | rosyjski                      | >170                                                 | 2342                               |
| 17   | Georges Simenon         | Belgia            | francuski                     | --                                                   | 2315                               |
| 18   | Astrid Lindgren         | Szwecja           | szwedzki                      | 60–95                                                | 2271                               |
| 19   | Jan Paweł II            | Polska            | --                            | --                                                   | 2258                               |
| 20   | René Goscinny           | Francja           | francuski                     | --                                                   | 2234                               |
| 21   | R.L. Stine              | Stany Zjednoczone | angielski                     | --                                                   | 2222                               |
| 22   | Jack London             | Stany Zjednoczone | angielski                     | --                                                   | 2182                               |
| 23   | Lew Tołstoj             |                   | rosyjski                      | --                                                   | 2178                               |
| 24   | Isaac Asimov            | Stany Zjednoczone | angielski                     | --                                                   | 2159                               |
| 25   | Charles Dickens         | Wielka Brytania   | angielski                     | --                                                   | 2112                               |